# Eddie Holden
Eddie Holden, né le 5 avril 1901 et mort le 12 juillet 1964, est un acteur américain.

## Filmographie
- 1937 : The Fighting Deputy, Axel
- 1938 : Battle of Broadway, Svenson
- 1939 : Disbarred, Bit Role
- 1939 : Torture Ship, Ole Olson
- 1941 : Dumbo, un clown
- 1942 : The Mad Monster, Jed Harper